# Premiul Nobel pentru științe economice
Premiul pentru științe economice al Băncii Centrale Suedeze în memoria lui Alfred Nobel (în suedeză: Sveriges riksbanks pris i ekonomisk vetenskap till Alfred Nobels minne) – de obicei prescurtat Premiul Nobel pentru Științe Economice – este acordat anual și administrat de Fundația Nobel pentru contribuții excepționale în domeniul științelor economice și este considerat drept unul dintre cele mai prestigioase premii în acest domeniu. Nu este unul dintre premiile Nobel fondate în 1895 prin testamentul lui Alfred Nobel, dar este asimilat cu ele. Premiul a fost fondat în 1968 de Banca Centrală Suedeză (Sveriges Riksbank), la cea de-a 300 a aniversare a băncii, în memoria lui Alfred Nobel. Laureații premiului pentru științe economice sunt selectați, ca și laureații premiilor pentru fiziologie sau medicină, fizică și chimie, după aceleași criterii, de un comitet al Academiei Regale Suedeze de Științe. A fost acordat pentru prima oară în 1969 economiștilor Jan Tinbergen și Ragnar Frisch pentru „descoperirea și utilizarea modelelor dinamice în analiza proceselor economice”.

## Finanțarea Premiului
Sveriges Riksbank plătește Fundației Nobel cheltuieli administrative asociate cu premiul și finanțează parte monetară a premiului. Din 2001, parte monetară a Premiului în Economie a totalizat 10 milioane de coroane suedeze (în timpul la ianuarie 2008, aprox.  1,6 milioane de US$; 1,1 milioane de euro). Aceasta este echivalentă cu suma acordată pentru Premiile Nobel înșiși. Din 2006, Sveriges Riksbank a dat Fundației Nobel o sumă anuală de 6,5 milioane de coroane suedeze (în ianuarie 2008, aprox. 1 milion de US$; 0.7 milioane de Euro) pentru cheltuielile administrative asociate cu premiul și un milion de coroane suedeze (până la sfârșitul anului 2008) pentru a include informații despre premiu în pagina de internet a Fundației Nobel.
Laureații premiului Nobel pentru Economie au fost:
1969 până în 1980 •
1981 până în 1990 •
1991 până în 2000 •
2001 până în 2010 •
2011 până în 2020 •

## 1969-1980
| An   | Nume                                        | Țară                                           | Justificare |
| ---- | ------------------------------------------- | ---------------------------------------------- | --- |
| 1969 | Ragnar Anton Kittil Frisch și Jan Tinbergen | Norvegia Țările de Jos                         | "Pentru descoperirea și utilizarea modelelor dinamice în analiza proceselor economice" |
| 1970 | Paul A. Samuelson                           | Statele Unite ale Americii                     | "Pentru lucrări științifice prin care a dezvoltat o teorie economică statică și dinamică și pentru participarea activă la ridicarea nivelului analizei în științele economice"                                        |
| 1971 | Simon Kuznets                               | Statele Unite ale Americii                     | "Pentru explicațiile sale în legătură cu creșterea economică, bazate pe experiența sa vastă, explicații care au condus la perspective vaste in structurile economice și sociale și au condus procesele de dezvoltare" |
| 1972 | John Richard Hicks și Kenneth Arrow         | Regatul Unit Statele Unite ale Americii        | "Pentru lucrările sale deschizătoare de drumuri în teoria generală a echilibrului economic și în teoria bunăstării"                                                                                                   |
| 1973 | Wassily Leontief                            | Statele Unite ale Americii                     | "Pentru elaborarea metodei Input-Output, ca și pentru folosirea acesteia la rezolvarea unor probleme importante de economie"                                                                                          |
| 1974 | Gunnar Myrdal și Friedrich Hayek            | Suedia Austria                                 | "Pentru lucrările sale deschizătoare de drumuri în domeniul teoriei banilor și teoriei conjuncturii și analizelor amănunțite ale dependenței alternative de relațiile economice, sociale și instituționale"           |
| 1975 | Leonid Kantorovich și Tjalling Koopmans     | Uniunea Sovietică · Statele Unite ale Americii | "Pentru contribuția acestora la teoria folosirii optimale a resurselor" |
| 1976 | Milton Friedman                             | Statele Unite ale Americii                     | "Pentru contribuția acestora la analiza consumului, la istoria banilor și teoria banilor, cât și pentru o clarificare a complexității politicii de stabilizare"                                                       |
| 1977 | Bertil Ohlin și James Meade                 | Suedia Regatul Unit                            | "Pentru lucrările deschizătoare de drumuri în domeniul teoriei comerțului mondial și mișcării internaționale a capitalului"                                                                                           |
| 1978 | Herbert Simon                               | Statele Unite ale Americii                     | "Pentru studiul deschizător de drumuri al proceselor de decizie în organizațiile economice" |
| 1979 | Theodore Schultz și William Arthur Lewis    | Statele Unite ale Americii Regatul Unit        | "Pentru lucrările deschizătoare de drumuri în studiul dezvoltării economice, prin luarea în considerare a problemelor țărilor în curs de dezvoltare"                                                                  |
| 1980 | Lawrence Klein                              | Statele Unite ale Americii                     | "Pentru construcția modelelor economice conjuncturale și utilizarea acestora în analizele politicilor economice" |

## 1981-1990
| An   | Nume                                               | Țară                       | Justificare |
| ---- | -------------------------------------------------- | -------------------------- | --- |
| 1981 | James Tobin                                        | Statele Unite ale Americii | "Pentru analiza piețelor financiare și a efectelor acesteia asupra deciziilor de cheltuire și astfel asupra ocupatiei forței de muncă, producției și formării prețurilor"                                              |
| 1982 | George Stigler                                     | Statele Unite ale Americii | "Pentru studiile sale asupra modului de funcționare și structurilor piețelor, dar și pentru cauzele și efectele regularizării mâinii publice"                                                                          |
| 1983 | Gerard Debreu                                      | Statele Unite ale Americii | "Pentru introducerea metodelor analitice noi în teoria economică și pentru o riguroasă reformulare a teoriei echilibrului general al piețelor"                                                                         |
| 1984 | Richard Stone                                      | Regatul Unit               | „Pentru realizările sale la dezvoltarea sistemelor generale de calcul economic, prin care el a îmbunătățit radical fundamentul analizei economice empirice”                                                            |
| 1985 | Franco Modigliani                                  | Statele Unite ale Americii | „Pentru analiza sa asupra comportamentului de economisire de pe piața financiară” |
| 1986 | James M. Buchanan                                  | Statele Unite ale Americii | „Pentru dezvoltarea teoriei contractuale și constituționale fondate pe studiul procesului de pregătire și luare a deciziilor politice și economice”                                                                    |
| 1987 | Robert M. Solow                                    | Statele Unite ale Americii | „Pentru lucrările sale despre teoriile creșterii economice” |
| 1988 | Maurice Allais                                     | Franța                     | „Pentru contribuțiile sale la teoria piețelor și la folosirea eficientă a resurselor” |
| 1989 | Trygve Haavelmo                                    | Norvegia                   | „Pentru formularea fundamentelor teoretico-probabilistice în econometrie” |
| 1990 | Harry M. Markowitz Merton Miller William F. Sharpe | Statele Unite ale Americii | „Pentru dezvoltarea teoriei portofoliului” „Pentru contribuțiile sale fundamentale la teoria finanțelor firmei” „Pentru contribuțiile sale fundamentale la teoria formării prețurilor în cazul problemelor financiare” |

## 1991-2000
| An   | Nume                                                      | Țară                                    | Justificare |
| ---- | --------------------------------------------------------- | --------------------------------------- | --- |
| 1991 | Ronald Coase                                              | Regatul Unit                            | „Pentru descoperirea și explicarea însemnătății costurilor de tranzacție și a drepturilor de dispoziție pentru structura instituțională și funcționarea economiei” |
| 1992 | Gary Becker                                               | Statele Unite ale Americii              | „Pentru largirea teoriei microeconomice într-un domeniu larg al comportamentului uman și al muncii în colaborare a oamenilor”                                      |
| 1993 | Robert Fogel și Douglass North                            | Statele Unite ale Americii              | „Pentru înnoirea cercetării economice prin folosirea teoriei economice și a metodelor cantitative, pentru a expica schimbările economice și instituționale”        |
| 1994 | Reinhard Selten, John Forbes Nash Jr. și John C. Harsanyi | Germania Statele Unite ale Americii     | „Pentru analiza fundamentală a echilibrului în jocurile ne-cooperative ale teoriei jocului”                                                                        |
| 1995 | Robert E. Lucas                                           | Statele Unite ale Americii              | „Pentru formularea teoriei expectanțelor raționale asupra comportamentului diferiților participanți la schimbările economice”                                      |
| 1996 | James Mirrlees și William Vickrey                         | Regatul Unit Statele Unite ale Americii | „Pentru contribuțiile sale fundamentale la teoria economică a stimulentelor pentru participanți pe piață care sunt informați în mod diferit”                       |
| 1997 | Robert Merton și Myron Scholes                            | Statele Unite ale Americii              | „Pentru expansiunea unei formule matematice întrebuințată la exprimarea valorilor opționale la bursă”                                                              |
| 1998 | Amartya Sen                                               | India                                   | „Pentru contribuțiile sale fundamentale la teoria economică a bunăstării, teorie aplicabilă și în țările în curs de dezvoltare”                                    |
| 1999 | Robert Mundell                                            | Canada                                  | „Pentru analiza politicilor fiscală și monetară în diferite sisteme ale cursului de schimb și pentru analiza domeniilor optimale ale monedei”                      |
| 2000 | James Heckman Daniel McFadden                             | Statele Unite ale Americii              | „Pentru dezvoltarea teoriilor și metodelor analizei pe eșantioane selective” „Pentru dezvoltarea teoriilor și metodelor analizei opțiunilor alegerii discrete”     |

## 2001-2010
| An   | Nume                                                             | Țară                                | Justificare |  |
| ---- | ---------------------------------------------------------------- | ----------------------------------- | --- |  |
| 2001 | George Akerlof, Michael Spence și Joseph E. Stiglitz             | Statele Unite ale Americii          | „Pentru analiza piețelor cu informație asimetrică” |  |
| 2002 | Daniel Kahneman                                                  | Israel                              | „Pentru introducerea unei perspective asupra cercetării psihologice în științele economice, în special cu privire la evaluările și deciziile în caz de nesiguranță„ |  |
| 2002 | Vernon L. Smith                                                  | Statele Unite ale Americii          | „Pentru introducerea experimentelor de laborator ca unealtă a analizei economice empirice, în special în studiul diferitelor mecanisme ale pieții”                  |  |
| 2003 | Robert F. Engle                                                  | Statele Unite ale Americii          | „Pentru metodele de analiză a seriilor economice temporale cu volatilitate temporală variabilă (ARCH)”                                                              |  |
| 2003 | Clive W. J. Granger                                              | Regatul Unit                        | „Pentru metodele analizei seriilor economice temporale cu trenduri schimbătoare (cointegrare)”                                                                      |  |
| 2004 | Finn E. Kydland și Edward C. Prescott                            | Norvegia Statele Unite ale Americii | „Pentru contribuțiile acestora la macroeconomia dinamică: consistența temporală a politicii economice și puterea impulsionantă a ciclurilor conjuncturale”          |  |
| 2005 | Robert J. Aumann și Thomas Schelling                             | Israel Statele Unite ale Americii   | „Pentru analiza lor in teoria jocului” |  |
| 2006 | Edmund S. Phelps                                                 | Statele Unite ale Americii          | „Pentru activitatea sa în domeniul macroeconomiei” |  |
| 2007 | Leonid Hurwicz, Eric S. Maskin și Roger B. Myerson               | Statele Unite ale Americii          | „Pentru lucrarile legate de teoria conceptiei mecanismelor” |  |
| 2008 | Paul Krugman                                                     | Statele Unite ale Americii          | „”Pentru analiza sa a structurii comerțului și a amplasării activității economice”                                                                                  |  |
| 2009 | Elinor Ostrom                                                    | Statele Unite ale Americii          | „Pentru analiza guvernării și cooperării economice” |  |
| 2009 | Oliver Williamson                                                | Statele Unite ale Americii          | „Pentru analiza guvernării economice și limitele firmelor” |  |
| 2010 | Peter A. Diamond, Dale T. Mortensen și Christopher A. Pissarides | Statele Unite ale Americii Cipru    | „Pentru o teorie care ajută la înțelegerea modului în care șomajul este afectat de politicile guvernamentale”                                                       |  |

## 2011-2020
| An   | Nume                                                  | Țară                                | Justificare |
| ---- | ----------------------------------------------------- | ----------------------------------- | --- |
| 2011 | Thomas J. Sargent și Christopher A. Sims              | Statele Unite ale Americii          | „Progresul înregistrat în cercetarea relațiilor dintre măsurile de politică economică și impactul lor asupra economiei reale”                                          |
| 2012 | Alvin E. Roth și Lloyd S. Shapley                     | Statele Unite ale Americii          | „Pentru teoria alocațiilor stabile și practica mecanismelor de piață”                                                                                                  |
| 2013 | Eugene F. Fama Lars Peter Hansen și Robert J. Shiller | Statele Unite ale Americii          | „Pentru analiza lor empirică a prețurilor activelor” |
| 2014 | Jean Tirole                                           | Franța                              | „Pentru analiza puterii de piață și a reglării piețelor” |
| 2015 | Angus Deaton                                          | Statele Unite ale Americii          | „Pentru analiza sa privitoare la consum, sărăcie și bunăstare” |
| 2016 | Oliver Hart și Bengt R. Holmström                     | Statele Unite ale Americii Finlanda | „Pentru contribuțiile lor la teoria contractelor” |
| 2017 | Richard Thaler                                        | Statele Unite ale Americii          | „Pentru contribuțiile sale la economia comportamentală” |
| 2018 | William Nordhaus și Paul Romer                        | Statele Unite ale Americii          | „Pentru integrarea schimbării climatice în analiza macroeconomică pe termen lung” „Pentru integrarea inovațiilor tehnologice în analiza macroeconomică pe termen lung” |
| 2019 | Abhijit Banerjee, Esther Duflo și Michael Kremer      | Statele Unite ale Americii          | „Pentru abordarea lor experimentală a atenuării sărăciei globale” |
| 2020 | Paul R. Milgrom și Robert B. Wilson                   | Statele Unite ale Americii          | „Pentru îmbunătățirile aduse teoriei licitațiilor și invențiile referitoare la noi formate de licitație”                                                               |

## 2021-2030
| An   | Nume                                               | Țară                       | Justificare                                                                                                  |
| ---- | -------------------------------------------------- | -------------------------- | --- |
| 2021 | David Card                                         | Canada                     | „Pentru contribuțiile sale empirice la economia muncii”                                                      |
| 2021 | Joshua Angrist și Guido Imbens                     | Statele Unite ale Americii | „Pentru contribuțiile lor metodologice la analiza relațiilor cauzale”                                        |
| 2022 | Ben Bernanke, Douglas Diamond și Philip H. Dybvig  | Statele Unite ale Americii | „Pentru cercetarea cu privire la bănci și crizele financiare”                                                |
| 2023 | Claudia Goldin                                     | Statele Unite ale Americii | „Pentru că a făcut să avanseze înțelegerea noastră în ceea ce privește rezultatele femeilor pe piața muncii” |
| 2024 | Daron Acemoglu, Simon Johnson și James A. Robinson | Statele Unite ale Americii | „Pentru studii asupra modului în care instituțiile se formează și afectează prosperitatea”                   |

1969 până în 1980 •
1981 până în 1990 •
1991 până în 2000 •
2001 până în 2010 •
2011 până în 2020 •
2021 până în 2030